# Manoir de la Thibaudière
Ne doit pas être confondu avec Château de la Thibaudière.
Le manoir de la Thibaudière, situé à Tercé (Vienne) date du XVIIe siècle.

## Histoire
Le manoir, demeure bourgeoise d'une exploitation rurale, est inscrit au titre des monuments historiques par arrêté du 3 juin 1996, pour son logis, ses communs, sa clôture et son pigeonnier.

## Architecture
Il est formé d'un corps de logis rectangulaire. Un escalier à vis dessert les étages constitués de trois pièces. Au rez-de-chaussée, une cuisine d'époque Renaissance a conservé ses éléments d'origine. Le jardin à l'italienne où croissent des topiaires se situe au pied du pigeonnier. Ce dernier date du XVIIe siècle[réf. souhaitée] et son porche du XVIIIe siècle. L'ensemble a été récemment[Quand ?] restauré.